# Knetzgau
Knetzgau è un comune tedesco di 6 680 abitanti situato nel land della Baviera.